# Giuliano Collina
Giuliano Collina (Intra, 9 dicembre 1938) è un pittore italiano.

## Biografia
Diplomatosi nel 1962 all'Accademia di Belle Arti di Brera (scuola di scultura di Marino Marini), con una tesi sull'opera del pittore francese Nicolas De Staël (relatore prof. Guido Ballo), Collina ha tenuto numerose mostre personali e collettive in Italia e all'estero.
Vive dal 1944 con la sua famiglia a Como, dove lavora.